# Trustkill Records
Trustkill Records és una discogràfica americana que va començar el fanzine amb el hardcore punk l'Abril de 1993. Va començar lliurant enregistraments hardcore, metal i rock el 1994.

## Distribució
El 9 de gener de 2007, Trustkill va signar un acord de distribució exclusiva a Amèrica del Nord amb Fontana, l'empresa matriu de la qual es Universal Music Group.
Trustkill també és distribuït per SPV (Europa), Shock (Austràlia), JVC/Howling Bull (Japó), David Gresham (Sud-àfrica), i Liberation (Brasil).

## Llista de la discogràfica

### Artistes actualment signats en la companyia
| - Adversary - BEDlight for BlueEYES (On hiatus) - Bleeding Through - Bullet For My Valentine - City Sleeps (On hiatus) - Crash Romeo - Fightstar - First Blood - It Dies Today - Memphis May Fire | - Most Precious Blood - Nora (On hiatus) - Open Hand - Roses Are Red (Disbanded) - Sick City - Soldiers - StoneRider - This Is Hell - Too Pure To Die - Walls of Jericho |

### Artistes que anteriorment van signar amb la companyia
| - Another Victim - ArmsBendBack - Brother's Keeper - Burn It Down - Campfire - Cast Iron Hike - Despair - Disembodied - Eighteen Visions - Endeavor - Fight Paris - Harvest - Hopesfall - Idle Hands | - One Nature - Picturesque - Poison the Well - Racetraitor - SeventyEightDays - Shai Hulud - Shenoem - Spark Lights The Friction - Terror - The Great Deceiver - Throwdown - Turmoil |